# Most kolejowy w Grodnie
Most kolejowy w Grodnie – most kolejowy nad rzeką Niemen, położony w centrum Grodna na Białorusi, na linii kolejowej Grodno – Bruzgi.

## Historia
Pierwotnie most kolejowy w tym miejscu otwarty został w latach 60. XIX wieku (wówczas Grodno znajdowało się w granicach Cesarstwa Rosyjskiego), jako część nowo powstałej Kolei Warszawsko-Petersburskiej. Jego budowa kosztowała 200 tys. rubli. Most, podobnie jak i dzisiaj, składał się z dwóch filarów na których osadzono kratownicową konstrukcję, po której przebiegała jednotorowa linia kolejowa. W 1915 roku, podczas I wojny światowej, został wysadzony przez wycofujących się rosyjskich żołnierzy. Niedługo później, tuż obok niemieccy saperzy wybudowali tymczasowy, drewniany most. Most ten spłonął w 1920 roku podczas wojny polsko-bolszewickiej. W okresie międzywojennym Grodno znajdowało się w granicach II Rzeczypospolitej. W połowie lat 20. XX wieku przeprawa została odbudowana. W 1941 roku, w trakcie II wojny światowej, most wysadzili wycofujący się radzieccy żołnierze. Wkrótce został on ponownie odbudowany przez Niemców, którzy jednak wysadzili go podczas odwrotu w 1944 roku. Po II wojnie światowej Grodno zostało przyłączone do Związku Radzieckiego (od 1991 roku natomiast znajduje się w granicach Białorusi), a most po raz kolejny odbudowano. Później obiekt był kilkukrotnie modernizowany, w czasach radzieckich wybudowano przy nim również stanowiska strzelnicze w razie konieczności jego obrony.
W latach 1963–1965 wybudowano w Grodnie (na wschodzie miasta) drugi most kolejowy. Po upadku Związku Radzieckiego był on jednak coraz rzadziej używany, aż w końcu ruch na nim całkowicie ustał. W 2019 roku rozpoczęła się jego przebudowa mająca na celu zamianę w most drogowy.